# Virgil van Dijk
 Virgil van Dijk (phát âm tiếng Hà Lan: [vɑn ˈdɛik]; sinh ngày 8 tháng 7 năm 1991) là một cầu thủ bóng đá chuyên nghiệp người Hà Lan hiện đang thi đấu ở vị trí trung vệ và là đội trưởng của cả câu lạc bộ Premier League Liverpool và đội tuyển bóng đá quốc gia Hà Lan. Nổi tiếng nhờ lối chơi giàu thể lực, tốc độ, khả năng lãnh đạo trên sân và khả năng không chiến tốt, anh được đánh giá là một trong những trung vệ xuất sắc nhất thế giới trong thế hệ của mình và là một trong những trung vệ vĩ đại nhất trong lịch sử Premier League. Năm 2019, anh được bầu chọn là Cầu thủ nam xuất sắc nhất năm của UEFA, đồng thời còn là trung vệ xuất sắc nhất năm 2019 theo ESPN.
Sau khi bắt đầu sự nghiệp của mình với Groningen, anh chuyển đến Celtic vào năm 2013, nơi anh giành chức vô địch Ngoại hạng Scotland và được đặt tên trong đội hình tiêu biểu trong cả hai mùa giải của anh, đồng thời anh cũng giành chiến thắng tại Cúp bóng đá Liên đoàn Scotland sau đó. Tháng 9 năm 2015, anh gia nhập Southampton. Anh gia nhập Liverpool vào tháng 1 năm 2018 với mức phí kỷ lục cho một hậu vệ và ngay lập tức đưa CLB vào chung kết UEFA Champions League mùa giải năm đó nhưng thất bại trong trước Real Madrid, ngoài ra Van Dijk được bầu chọn là Cầu thủ xuất sắc nhất năm của PFA và Cầu thủ Ngoại hạng Anh xuất sắc nhất mùa giải 2018–19. Van Dijk thêm một lần cùng Liverpool lọt vào trận chung kết UEFA Champions League mùa 2018–2019 và đã trở thành nhà vô địch; đồng thời cùng Liverpool giành Á quân Ngoại hạng Anh với số điểm cao nhất trong lịch sử giải đấu. Ngày 2 tháng 12 năm 2019, anh về nhì trong cuộc đua giành Quả Bóng Vàng, xếp sau Lionel Messi với số phiếu bầu sít sao.
Van Dijk có trận ra mắt cho đội tuyển Hà Lan vào năm 2015 và trở thành đội trưởng vào năm 2018. Năm 2019, anh đã ghi bàn thắng đầu tiên cho tuyển trong chiến thắng 3–0 trước nhà vô địch châu Âu Bồ Đào Nha và ba tháng sau, anh cùng đội tuyển lọt vào trận chung kết UEFA Nations League 2019 nhưng để thua Bồ Đào Nha. Bên cạnh đó, anh còn đại diện cho đất nước tham dự FIFA World Cup 2022 và UEFA Euro 2024.

## Sự nghiệp câu lạc bộ

### Thời gian đầu
Van Dijk được sinh ra ở Breda, có cha là người Hà Lan và mẹ là người Suriname gốc Hoa. Trong những năm tuổi thiếu niên, anh dành thời gian chơi ở học viện Willem II cùng một công việc bán thời gian là một người rửa chén. Trước đây anh không thành công trong vai trò hậu vệ phải, van Dijk đã được chuyển sang vị trí phòng ngự trung tâm vào năm 2008 khi 17 tuổi, sau khi anh cao lên khoảng 18 cm. Bất chấp sự thay đổi vị trí và tăng trưởng thể chất của Van Dijk, quản lý dự bị của Willem II tại thời điểm Edwin Hermans tin rằng anh ta có "quá nhiều hạn chế" khiến anh không thể có suất vào đội chính. Năm 2010, anh được cựu tuyển thủ Hà Lan Martin Koeman, huấn luyện viên đội FC Groningen và cuối cùng anh hoàn thành việc chuyển nhượng miễn phí cho câu lạc bộ trong cùng năm.

### Groningen
Van Dijk ban đầu đấu tranh để vào đội hình chính của Groningen sau thời gian chơi với học viện và các đội dự bị của Willem II. Anh ra mắt câu lạc bộ vào ngày 1 tháng 5 năm 2011, xuất hiện trong tình huống thay người phút 72 cho Petter Andersson trong chiến thắng 4-2 trước ADO Den Haag. Vào ngày 29 tháng 5, anh đã ra sân từ đầu cho Groningen và ghi bàn thắng đầu tiên của mình, lập cú đúp trong chiến thắng 5-1 trong trận đấu play-off UEFA Europa League.
Trong mùa giải Eredivisie 2011-12, Van Dijk đã có 23 lần ra sân cho đội và ghi bàn thắng mùa giải đầu tiên trong chiến thắng 6-0 của câu lạc bộ trước Feyenoord vào ngày 30 tháng 10 năm 2011. Tuy nhiên, ngay sau sinh nhật thứ 20, anh phải nhập viện vì viêm phúc mạc và ngộ độc thận. Van Dijk sau đó tiết lộ rằng anh ta sắp chết vì phải cấp cứu y tế và bệnh viện thậm chí đã đi xa đến mức yêu cầu anh ta ký một "loại di chúc" trong trường hợp anh qua đời.
Anh trở lại sân và tiếp tục gây ấn tượng cho câu lạc bộ ở mùa sau. Vào cuối mùa và với việc Van Dijk đã "tạo ấn tượng" cho câu lạc bộ, anh đã được đề nghị cho một số câu lạc bộ thuộc giải Eredivisie, bao gồm cả Ajax ký hợp đồng với anh. Thay vào đó, vào tháng 6 năm 2013, anh gia nhập phía đội Celtic ở Scotland.

### Celtic

#### Mùa giải 2013-14
Vào ngày 21 tháng 6 năm 2013, Van Dijk đã ký hợp đồng với Celtic với mức phí khoảng 2,6 triệu bảng, trong hợp đồng bốn năm bao gồm phí bán 10% cho Groningen. Anh ra mắt vào ngày 17 tháng 8, thay thế Efe Ambrose trong phút 77 trong chiến thắng 2-0 thuộc giải Scottish Premiership trước Aberdeen tại sân vận động Pittodrie. Một tuần sau, anh ra sân ngay từ đầu trong trận hòa 2-2 trước Inverness Caledonian Thistle tại Celtic Park. Vào ngày 9 tháng 11, Van Dijk đã ghi bàn thắng đầu tiên của Celtic trong chiến thắng 4-1 trước Ross County. Sau khi chạy một mình, anh ấy đã ghi bàn trong vòng năm phút đầu và là bàn thắng duy nhất trong chiến thắng trước St Johnstone vào ngày 26 tháng 12.
Van Dijk đã ghi bàn trở lại vào ngày 26 tháng 1 năm 2014, trong chiến thắng 4-0 trước Hibernians cho chiến thắng thứ 11 liên tiếp của Celtic. Vào ngày 25 tháng 2, anh bị đuổi khỏi sân sau 13 phút khi họ thua 2-1 tại Aberdeen, vì phạm lỗi với Peter Pawlett; đó là thất bại đầu tiên của Celtic trong mùa giải. Với việc Celtic đã vô địch giải đấu, Van Dijk đã ghi bàn một lần nữa vào ngày 7 tháng 5 để đưa đội bóng thắng 3-1 tại sân khách St Johnstone. Anh là một trong ba cầu thủ Celtic có tên trong Đội hình của năm của PFA Scotland. Van Dijk đã được đề cử cho giải thưởng Cầu thủ xuất sắc nhất năm của PFA Scotland, nhưng không thắng được đồng đội tại Celtic là Kris Commons

#### Mùa giải 2014-15

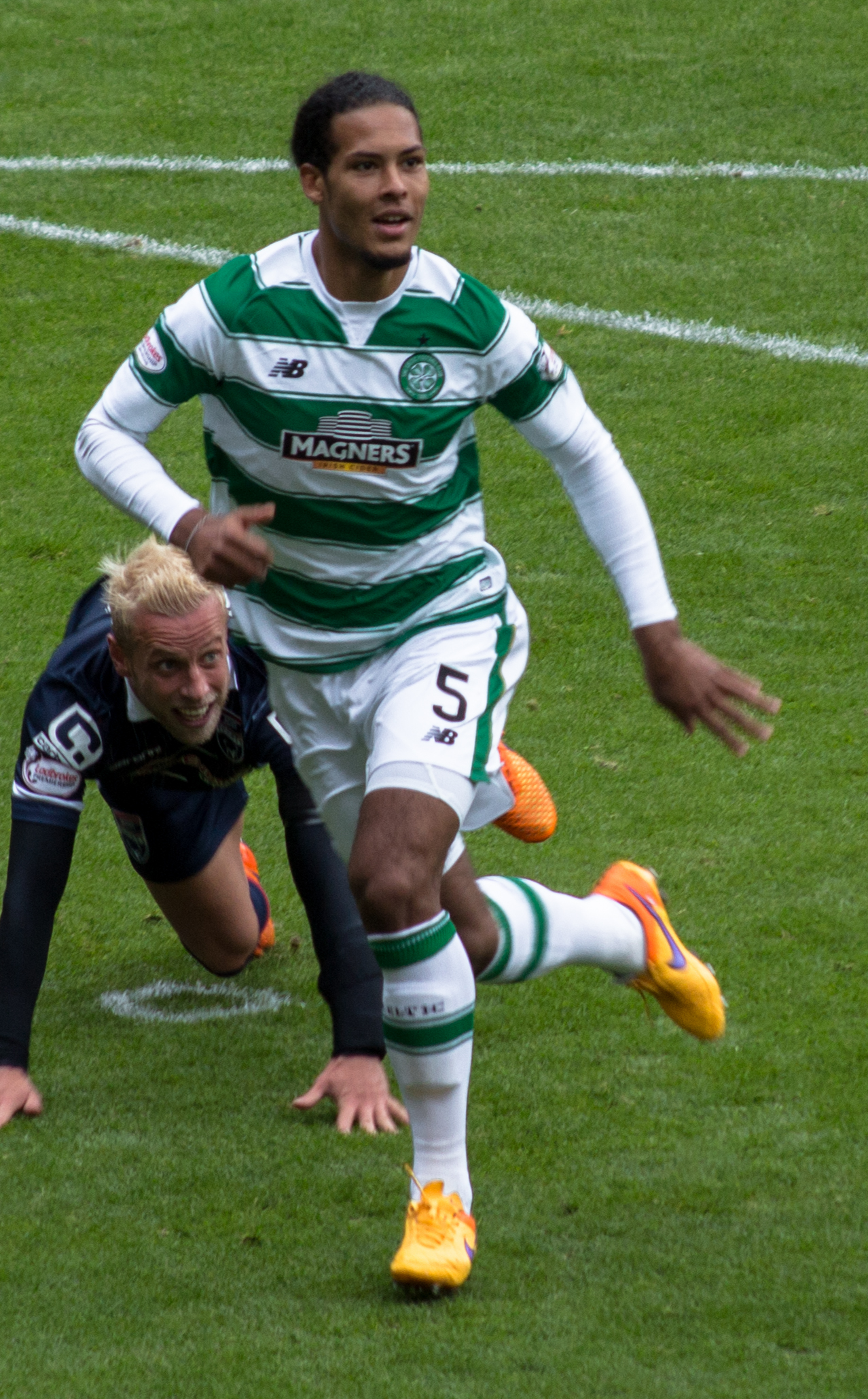
Van Dijk trong màu áo Celtic năm 2015

Vào ngày 22 tháng 7 năm 2014, Van Dijk và Teemu Pukki mỗi người ghi hai bàn trong chiến thắng 4-0 sân nhà trước KR trong vòng loại UEFA Champions League, đưa đội của họ vào vòng tiếp theo do có tổng tỷ số 5-0. Bàn thắng đầu tiên của anh trong mùa giải Ngoại hạng đến vào ngày 9 tháng 11, vào phút cuối từ cú phạt góc của Stefan Johansen để giành chiến thắng 2-1 trên sân Aberdeen. Ba tuần sau, Van Dijk đã ghi bàn thắng đầu tiên và cuối cùng của trận trong chiến thắng 4-0 của Celtic với Heart of Midlothian ở vòng bốn Cúp Scotland. Bốn ngày sau đó, bàn thắng thứ sáu của anh trong mùa giải là đủ cho chiến thắng trong trận đấu trên sân nhà trước người hàng xóm thành phố Glasgow, Partick Thistle.
Van Dijk trở lại vào ngày 21 tháng 1 năm 2015, mở ra chiến thắng 4-0 trên sân nhà trước Motherwell. Vào ngày 26 tháng 2, anh bị đuổi khỏi sân vào phút thứ 36 trong trận đấu với Inter Milan vì phạm lỗi với Mauro Icardi, khi Celtic thua 1-0 trong đêm, 4-3 theo tổng tỷ số trong trận cuối cùng UEFA Europa League vòng 32 đội. Anh một lần nữa bị đuổi khỏi sân vào ngày 8 tháng 3 trong trận tứ kết Cúp với Dundee United tại Tannadice Park, nhận thẻ đỏ sau 11 phút trên sân khi phạm lỗi Calum Butcher. Việc đình chỉ anh cho trận Chung kết Cúp bóng đá Liên đoàn Scotland tuần sau đã bị đảo lộn vì kháng cáo. Van Dijk đã chơi trọn 90 phút trận chung kết tại Hampden Park, trong đó Celtic thắng 2-0. Vào ngày 18 tháng 3, trận đấu thứ ba liên tiếp của Celtic với Dundee United, Van Dijk đã ghi bàn vào phút cuối để có chiến thắng 4-0 trong trận tái đấu Cúp.
Vào ngày 19 tháng 4, Celtic đã thi đấu trận bán kết Cúp Scotland trước Inverness tại Hampden và Van Dijk đã mở tỷ số bằng một cú đá phạt. Sau khi sa thải thủ môn Craig Gordon, Celtic gục ngã 3-2, chấm dứt cơ hội giành cú ăn ba. Ba ngày sau, một lần nữa từ một cú đá phạt, anh ấy đã có chiến thắng 2-1 trên sân khách Dundee. Đội của anh ấy một lần nữa giành chiến thắng trong giải đấu và Van Dijk đã được đưa vào Đội hình của mùa giải lần hai liên tiếp. Anh một lần nữa lọt vào danh sách rút gọn cho giải thưởng Cầu thủ xuất sắc của PFA Scotland, nhưng thua một đồng đội khác, lần này là Stefan Johansen.
Van Dijk đã được báo cáo là "xem xét tương lai của anh ấy" tại Glasgow sau khi Celtic bị loại khỏi UEFA Champions League 2015-16 trong vòng loại trước Malmö của Thụy Điển.

### Southampton
Vào ngày 1 tháng 9 năm 2015, Van Dijk đã ký hợp đồng năm năm với câu lạc bộ Ngoại hạng Anh Southampton, dưới thời Ronald Koeman với mức phí chuyển nhượng 13 triệu bảng.

#### Mùa giải 2015-16
Anh ra mắt cho Southampton vào ngày 12 tháng 9 trong trận hòa 0-0 với West Bromwich Albion tại The Hawthorns. Hai tuần sau, Van Dijk đánh dấu lần xuất hiện thứ ba tại Premier League bằng bàn thắng đầu tiên của anh cho câu lạc bộ bằng một cú đánh đầu ở phút thứ 11 để đưa Southampton dẫn bàn, trước đó là pha lập công của James Ward-Prowse trong trận thắng 3-1 trên sân nhà trước Swansea City. Vào ngày 7 tháng 5 năm 2016, Van Dijk đã ký hợp đồng sáu năm mới với Saints.

#### Mùa giải 2016-17
Vào ngày 22 tháng 1 năm 2017, anh được bầu làm đội trưởng của Southampton, sau sự ra đi của José Fonte. Cùng ngày, anh bị chấn thương mắt cá chân khi đấu với Leicester City. Điều này đã loại anh ra khỏi đội hình của đội trong Chung kết EFL Cup 2017 khi Southampton đã thua Manchester United tại Sân vận động Wembley.
Sau mùa giải 2016-17 thành công tại Southampton, Van Dijk đã nhận được sự quan tâm từ Liverpool. Vào ngày 7 tháng 8 năm 2017, Van Dijk đã gửi một yêu cầu chuyển nhượng cho Southampton và đưa ra một tuyên bố cùng với nó, nhấn mạnh mong muốn gia nhập một câu lạc bộ khác.

#### Mùa giải 2017-18
Van Dijk vẫn ở lại với Southampton vào đầu mùa giải 2017-18 và xuất hiện lần đầu tiên kể từ khi bị chấn thương vào tháng 1 trong chiến thắng 1-0 trước Crystal Palace vào ngày 26 tháng 9. Anh ra sân lần cuối cho Southampton vào ngày 13 tháng 12 năm 2017, trong trận thua trên sân nhà với tỷ số 4-1 trước Leicester. Đó cũng là lần xuất hiện cuối cùng của anh ấy trong đội hình Southampton, khi anh ấy bị loại khỏi đội trong phần còn lại của năm tại câu lạc bộ trong bối cảnh suy đoán xung quanh tương lai của anh ấy.

### Liverpool
Vào ngày 27 tháng 12 năm 2017, Van Dijk sẽ gia nhập Liverpool theo khung chuyển nhượng mùa đông mở cửa vào ngày 1 tháng 1 năm 2018 với mức phí được báo cáo là 75 triệu bảng. Câu lạc bộ cũ Celtic sẽ nhận 10% phí chuyển nhượng của Van Dijk, do điều khoản bán được đặt trong hợp đồng của anh ấy ở Southampton. Southampton tuyên bố phí chuyển nhượng không được tiết lộ nhưng nó tạo thành một khoản phí kỷ lục thế giới trong bóng đá cho một hậu vệ.

#### Mùa giải 2017-18
Anh ra mắt Liverpool vào ngày 5 tháng 1 tại vòng ba FA Cup và ghi bàn thắng quyết định bằng cú đánh đầu trong chiến thắng 2-1 trước kình địch Everton. Anh trở thành cầu thủ đầu tiên kể từ Bill White năm 1901 ghi bàn khi ra mắt trong trận derby vùng Merseyside. Van Dijk và Dejan Lovren xây dựng mối quan hệ đối tác mạnh mẽ ở trung tâm hàng phòng ngự của Liverpool và nó giúp cải thiện các vấn đề phòng thủ trước đây của Liverpool.
Van Dijk đã được đưa vào Đội hình UEFA Champions League của mùa giải, mặc dù chỉ chơi một nửa mùa giải ở Champions League, với các Quan sát viên kỹ thuật của UEFA nói: "Van Dijk đã đến Anfield và cung cấp sự bình tĩnh và ổn định trong các trận đấu loại trực tiếp." Van Dijk đã chơi trọn 90 phút trong trận Chung kết UEFA Champions League 2018 với Real Madrid và Liverpool thua 1-3. Van Dijk đã chơi 22 trận trên mọi đấu trường trong mùa giải đầu tiên của anh ấy với câu lạc bộ, ghi được 1 bàn thắng.

#### Mùa giải 2018-19

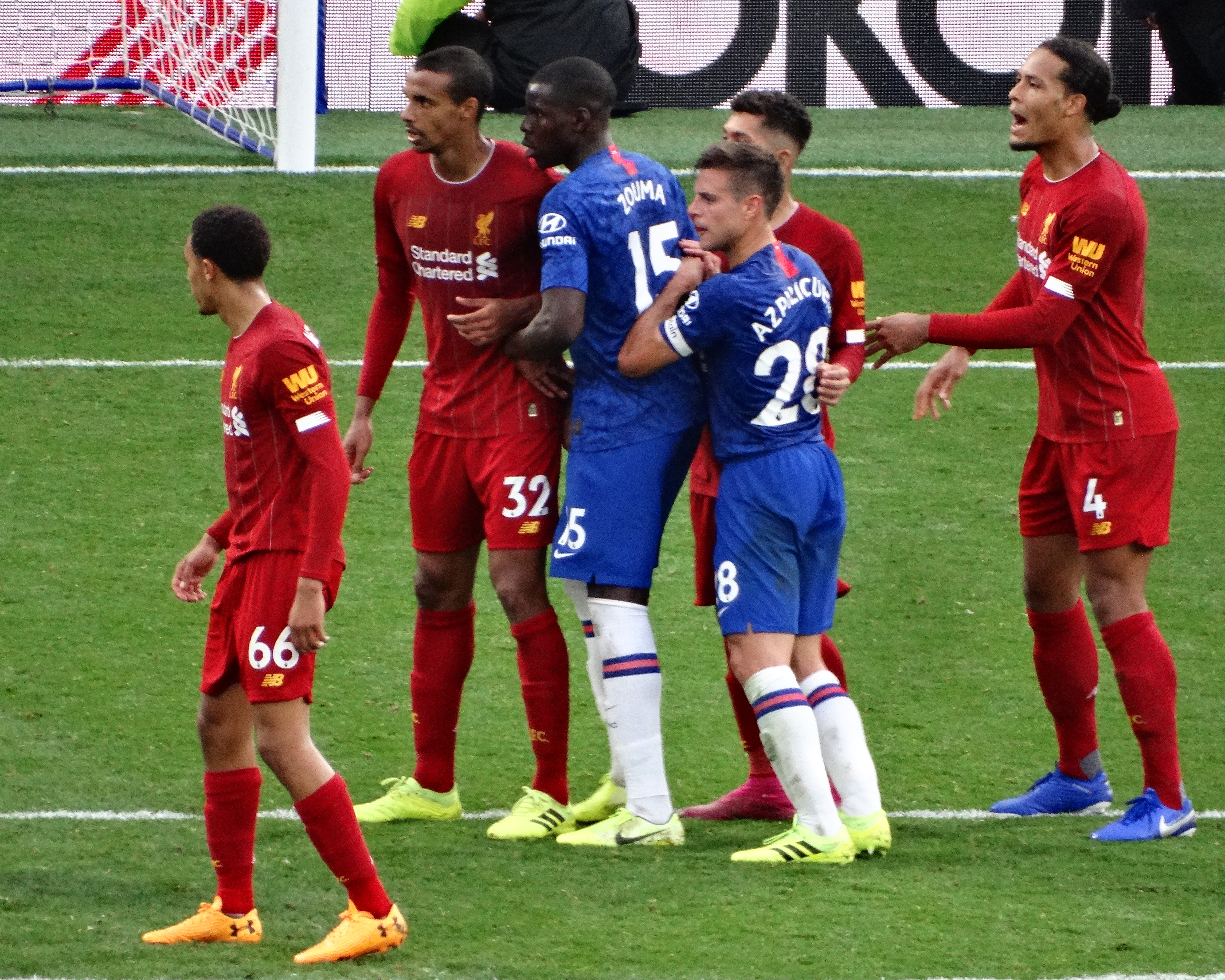
Van Dijk (góc phải) chơi cho Liverpool đấu với Chelsea.

Vào ngày 20 tháng 8 năm 2018, Van Dijk đã được BBC Sport và Sky Sports bầu chọn là Cầu thủ xuất sắc nhất trận đấu vì màn trình diễn của anh ấy trong chiến thắng 2-0 trước Crystal Palace. Van Dijk đã nhận được giải thưởng Cầu thủ xuất sắc nhất tháng của Liverpool cho màn trình diễn vào tháng 8. Vào ngày 2 tháng 12, Van Dijk đã được có kiến tạo cho bàn thắng trong trận derby với đối thủ thành phố Everton. Liverpool giành chiến thắng 1-0 nhờ bàn thắng ở phút 96 của Divock Origi, được lập bởi một cú vô lê Van Dijk và lỗi từ thủ môn của Everton Jordan Pickford. Cầu thủ người Hà Lan cuối cùng đã được trao giải Cầu thủ xuất sắc nhất tháng của PFA cho tháng 11 năm 2018. Vào ngày 21 tháng 12, Van Dijk đã ghi bàn thắng đầu tiên tại Premier League cho Liverpool trong chiến thắng 2-0 trên sân khách Wolverhampton Wanderers. Anh tiếp tục phong độ ấn tượng trong mùa giải 2018-19 bằng cách giành giải Cầu thủ xuất sắc nhất tháng của Premier League tháng 12 năm 2018.
Vào ngày 27 tháng 2 năm 2019, Van Dijk đã ghi hai bàn trong chiến thắng 5-0 trước Watford. Tháng tiếp theo, anh đã ghi một lần nữa - bàn thắng đầu tiên của anh ở Champions League cho câu lạc bộ - và có pha kiến tạo cho Sadio Mané ghi bàn trong chiến thắng 3-1 trước Bayern Munich. Anh trở thành cầu thủ đầu tiên kể từ Craig Bellamy năm 2007 ghi bàn và kiến tạo một bàn thắng cho Liverpool trong một trận đấu loại trực tiếp trên sân khách.
Vào ngày 20 tháng 4, anh là một trong sáu cầu thủ được đề cử cho giải Cầu thủ xuất sắc nhất năm của PFA cùng với đồng đội Sadio Mané. Bốn ngày sau, anh có tên trong PFA Team of the Year cùng với các đồng đội của Liverpool, Trent Alexander-Arnold, Mané và Andrew Robertson. Vào ngày 28 tháng 4 năm 2019, anh là Cầu thủ xuất sắc nhất năm của PFA. Sau chiến thắng 2-0 của Liverpool trước Tottenham tại Chung kết UEFA Champions League 2019 vào ngày 1 tháng 6, Van Dijk được xem là Cầu thủ xuất sắc nhất trận của UEFA.
Vào tháng 8 năm 2019, Van Dijk đã giành giải thưởng cầu thủ xuất sắc nhất năm của UEFA. Vào ngày 2 tháng 9 năm 2019, anh đã lọt vào danh sách ba giải thưởng bóng đá hay nhất của FIFA. Vào ngày 23 tháng 9 năm 2019, anh được bầu chọn là á quân Cầu thủ bóng đá nam FIFA xuất sắc nhất và FIFA FIFpro Men's World 11. Vào tháng 10 năm 2019, Van Dijk đã lọt vào danh sách một trong 30 cầu thủ bóng đá cho giải Ballon d'Or và giành vị trí thứ hai sau Lionel Messi.

## Sự nghiệp quốc tế

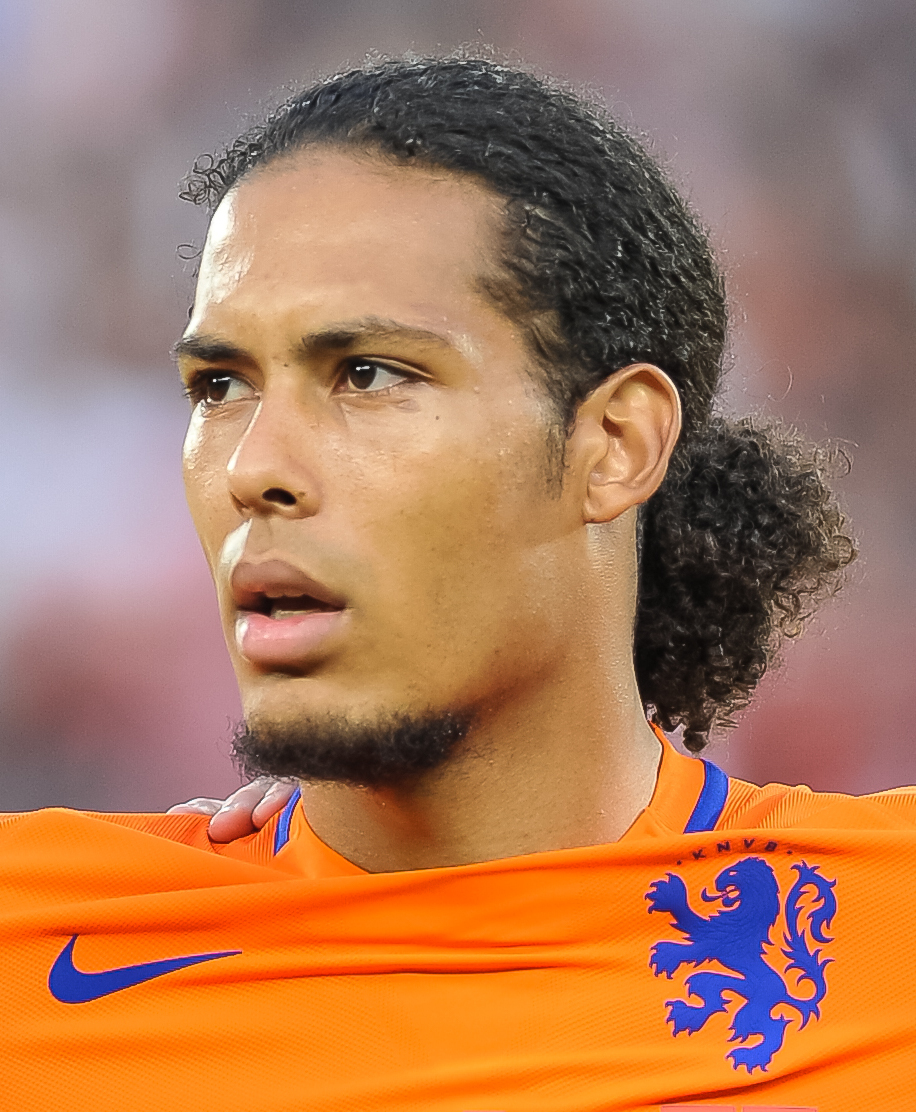
Van Dijk trong màu áo đội tuyển Hà Lan năm 2016.

Van Dijk đã ra mắt quốc tế cho Hà Lan vào ngày 10 tháng 10 năm 2015, trong chiến thắng 2-1 trên sân khách trước Kazakhstan ở vòng loại UEFA Euro 2016.
Anh được trao quyền đội trưởng dưới thời HLV Ronald Koeman vào ngày 22 tháng 3 năm 2018, và trận đấu đầu tiên của anh ấy với tư cách đội trưởng là trận giao hữu thua 1-0 trước Anh Quốc vào ngày hôm sau. Vào ngày 26 tháng 3, anh đã ghi bàn thắng đầu tiên với chiến thắng 3-0 trước nhà vô địch châu Âu Bồ Đào Nha tại Sân vận động Genève. Vào ngày 13 tháng 10, anh ấy đã ghi bàn trong chiến thắng 3-0 trước đương kim vô địch World Cup 2014 Đức ở UEFA Nations League.

## Cách chơi
Van Dijk là một trung vệ mạnh mẽ, thuận chân phải, thường xuất hiện ở bên trái của trung vệ, mặc dù anh cũng có thể chơi ở vị trí trung vệ cánh phải. Anh có năng khiếu về tốc độ, kỹ thuật tốt, một con mắt quan sát mục tiêu và là một cầu thủ dàn dựng đá phạt hiệu quả. Về khả năng của mình, cựu đồng đội của Celtic, Kris Commons nhận xét rằng van Dijk "thoải mái khi lên bóng", cũng lưu ý rằng "Anh ấy có kỹ thuật tốt và một cái chân phải tuyệt vời. Ghi bàn cho Celtic là những điều kỳ diệu tuyệt đối. Anh ấy có thể đọc trận đấu tốt. Anh có một hào quang trong tương lai, một sự tự tin, bởi vì tôi nghĩ rằng anh ấy biết anh tốt."
Neil McGuinness, tuyển trạch viên cao cấp tại Celtic khi Van Dijk được ký hợp đồng, gọi anh ta là "mọi thứ bạn muốn nếu bạn có thể tạo ra một hồ sơ của một trung vệ lý tưởng", ca ngợi anh ta là một "hậu vệ chơi bóng rất mượt", sở hữu sức mạnh trên không, kỹ năng từ các tình huống bóng chết và "phẩm chất lãnh đạo mạnh mẽ", trong khi nhận xét rằng kể từ khi chuyển đến Anh, anh ấy "nhận thức rõ hơn về mặt chiến thuật [...] dự đoán và thời gian của anh ấy đã được cải thiện". McGuinness tin rằng "vấn đề lớn nhất" của Van Dijk là anh "có thể chủ quan khi trận đấu đó dễ dàng".
Trong một cuộc phỏng vấn năm 2019 với Marca, khi Lionel Messi được hỏi tại sao van Dijk rất khó bị đánh bại, cầu thủ người Argentina đã trả lời: "Anh ấy là một hậu vệ biết cách phán đoán thời điểm của mình và chờ đợi thời điểm thích hợp để thách đấu hoặc chạy đua với [kẻ tấn công]. Anh ấy rất nhanh và to lớn, nhưng anh cũng rất nhanh nhẹn dù với chiều cao của anh ấy. Anh ấy nhanh vì sải chân tuyệt vời và anh gây ấn tượng cả trong phòng thủ và tấn công bởi vì anh ấy ghi được rất nhiều bàn thắng.

## Tài trợ
Van Dijk là ngôi sao trên trang bìa của phiên bản vô địch của trò chơi điện tử FIFA của EA Sports, FIFA 20. Anh cũng được tài trợ bởi thương hiệu đồ thể thao Mỹ Nike.

## Đời tư
Van Dijk thường chỉ in tên chính của mình là Virgil trên áo thi đấu. Theo bác Steven, điều này là do mối thù với cha anh. Người thân của Van Dijk cho biết anh không bao giờ quên việc ông bố Ray của anh đã bỏ rơi bà mẹ Ruby của anh, để mẹ anh phải vất vả nuôi dạy 3 anh em anh. Chuyện đổ vỡ trong nhà Van Dijk xảy ra hồi anh mới 12 tuổi. Dù hơn chục năm đã trôi qua, nhưng Van Dijk vẫn chưa chịu tha thứ cho cha mình.

## Thống kê sự nghiệp

### Câu lạc bộ
Tính đến ngày 19 tháng 5 năm 2024
| Câu lạc bộ          | Mùa giải            | Giải đấu             | Giải đấu | Giải đấu | Cúp quốc gia | Cúp quốc gia | Cúp liên đoàn | Cúp liên đoàn | Châu Âu | Châu Âu | Khác | Khác | Tổng cộng | Tổng cộng |
| Câu lạc bộ          | Mùa giải            | Hạng                 | Trận     | Bàn      | Trận         | Bàn          | Trận          | Bàn           | Trận    | Bàn     | Trận | Bàn  | Trận      | Bàn       |
| ------------------- | ------------------- | -------------------- | -------- | -------- | ------------ | ------------ | ------------- | ------------- | ------- | ------- | ---- | ---- | --------- | --------- |
| Groningen           | 2010–11             | Eredivisie           | 5        | 2        | 0            | 0            | —             | —             | —       | —       | —    | —    | 5         | 2         |
| Groningen           | 2011–12             | Eredivisie           | 23       | 3        | 1            | 0            | —             | —             | —       | —       | —    | —    | 24        | 3         |
| Groningen           | 2012–13             | Eredivisie           | 34       | 2        | 3            | 0            | —             | —             | —       | —       | —    | —    | 37        | 2         |
| Groningen           | Tổng cộng           | Tổng cộng            | 62       | 7        | 4            | 0            | —             | —             | —       | —       | —    | —    | 66        | 7         |
| Celtic              | 2013–14             | Scottish Premiership | 36       | 5        | 2            | 0            | 1             | 0             | 8       | 0       | —    | —    | 47        | 5         |
| Celtic              | 2014–15             | Scottish Premiership | 35       | 4        | 5            | 4            | 4             | 0             | 14      | 2       | —    | —    | 58        | 10        |
| Celtic              | 2015–16             | Scottish Premiership | 5        | 0        | —            | —            | —             | —             | 5       | 0       | —    | —    | 10        | 0         |
| Celtic              | Tổng cộng           | Tổng cộng            | 76       | 9        | 7            | 4            | 5             | 0             | 27      | 2       | —    | —    | 115       | 15        |
| Southampton         | 2015–16             | Premier League       | 34       | 3        | 1            | 0            | 3             | 0             | —       | —       | —    | —    | 38        | 3         |
| Southampton         | 2016–17             | Premier League       | 21       | 1        | 1            | 1            | 2             | 0             | 6       | 2       | —    | —    | 30        | 4         |
| Southampton         | 2017–18             | Premier League       | 12       | 0        | —            | —            | 0             | 0             | —       | —       | —    | —    | 12        | 0         |
| Southampton         | Tổng cộng           | Tổng cộng            | 67       | 4        | 2            | 1            | 5             | 0             | 6       | 2       | —    | —    | 80        | 7         |
| Liverpool           | 2017–18             | Premier League       | 14       | 0        | 2            | 1            | —             | —             | 6       | 0       | —    | —    | 22        | 1         |
| Liverpool           | 2018–19             | Premier League       | 38       | 4        | 0            | 0            | 0             | 0             | 12      | 2       | —    | —    | 50        | 6         |
| Liverpool           | 2019–20             | Premier League       | 38       | 5        | 1            | 0            | 0             | 0             | 8       | 0       | 3    | 0    | 50        | 5         |
| Liverpool           | 2020–21             | Premier League       | 5        | 1        | 0            | 0            | 2             | 0             | 0       | 0       | 1    | 0    | 8         | 1         |
| Liverpool           | 2021–22             | Premier League       | 34       | 3        | 5            | 0            | 3             | 0             | 9       | 0       | —    | —    | 51        | 3         |
| Liverpool           | 2022–23             | Premier League       | 32       | 3        | 0            | 0            | 0             | 0             | 8       | 0       | 1    | 0    | 41        | 3         |
| Liverpool           | 2023–24             | Premier League       | 36       | 2        | 3            | 1            | 4             | 1             | 5       | 0       | —    | —    | 48        | 4         |
| Liverpool           | Tổng cộng           | Tổng cộng            | 197      | 18       | 11           | 2            | 9             | 1             | 48      | 2       | 5    | 0    | 270       | 23        |
| Tổng cộng sự nghiệp | Tổng cộng sự nghiệp | Tổng cộng sự nghiệp  | 402      | 38       | 24           | 7            | 19            | 1             | 81      | 6       | 5    | 0    | 531       | 52        |

1. ↑  Bao gồm KNVB Cup, Cúp Scotland, Cúp FA
2. ↑  Bao gồm Cúp bóng đá Liên đoàn Scotland, League Cup/EFL Cup
3. 1 2 3 4 5 6 7  Các trận ở UEFA Champions League
4. ↑  6 trận ở UEFA Champions League; 8 trận ở UEFA Europa League
5. 1 2  Các trận ở UEFA Europa League
6. ↑  Một lần ra sân tại FA Community Shield, một tại UEFA Super Cup, một lần nữa tại FIFA Club World Cup
7. 1 2  Ra sân tại FA Community Shield

### Quốc tế
Tính đến ngày 10 tháng 6 năm 2024
| Đội tuyển quốc gia | Năm       | Trận | Bàn |
| ------------------ | --------- | ---- | --- |
| Hà Lan             | 2015      | 3    | 0   |
| Hà Lan             | 2016      | 9    | 0   |
| Hà Lan             | 2017      | 4    | 0   |
| Hà Lan             | 2018      | 8    | 3   |
| Hà Lan             | 2019      | 9    | 1   |
| Hà Lan             | 2020      | 5    | 0   |
| Hà Lan             | 2021      | 6    | 1   |
| Hà Lan             | 2022      | 10   | 1   |
| Hà Lan             | 2023      | 10   | 1   |
| Hà Lan             | 2024      | 4    | 2   |
| Tổng cộng          | Tổng cộng | 68   | 9   |

### Bàn thắng quốc tế
| #  | Ngày                 | Địa điểm                                    | Đối thủ    | Bàn thắng | Kết quả | Giải đấu                      |
| -- | -------------------- | ------------------------------------------- | ---------- | --------- | ------- | ----------------------------- |
| 1. | 26 tháng 3 năm 2018  | Sân vận động Genève, Genève, Thụy Sĩ        | Bồ Đào Nha | 1–0       | 3–0     | Giao hữu                      |
| 2. | 13 tháng 10 năm 2018 | Johan Cruyff Arena, Amsterdam, Hà Lan       | Đức        | 1–0       | 3–0     | UEFA Nations League 2018–19   |
| 3. | 19 tháng 11 năm 2018 | Veltins-Arena, Gelsenkirchen, Đức           | Đức        | 2–2       | 2–2     | UEFA Nations League 2018–19   |
| 4. | 21 tháng 3 năm 2019  | De Kuip, Rotterdam, Hà Lan                  | Belarus    | 4–0       | 4–0     | Vòng loại UEFA Euro 2020      |
| 5. | 11 tháng 10 năm 2021 | De Kuip, Rotterdam, Hà Lan                  | Gibraltar  | 1–0       | 6–0     | Vòng loại FIFA World Cup 2022 |
| 6. | 25 tháng 9 năm 2022  | Sân vận động Nhà vua Baudouin, Brussels, Bỉ | Bỉ         | 1–0       | 1–0     | UEFA Nations League 2022–23   |
| 7. | 16 tháng 10 năm 2020 | Sân vận động Agia Sophia, Athens, Hy Lạp    | Hy Lạp     | 1–0       | 1–0     | Vòng loại UEFA Euro 2024      |
| 8. | 6 tháng 6 năm 2024   | De Kuip, Rotterdam, Hà Lan                  | Canada     | 4–0       | 4–0     | Giao hữu                      |
| 9. | 10 tháng 6 năm 2024  | De Kuip, Rotterdam, Hà Lan                  | Iceland    | 2–0       | 4–0     | Giao hữu                      |

## Danh hiệu

### Câu lạc bộ

#### Celtic
- Giải bóng đá ngoại hạng Scotland: 2013–14, 2014–15[115]
- Cúp bóng đá Liên đoàn Scotland: 2014–15[116]

#### Liverpool
- Premier League: 2019–20, 2024–25
- FA Cup: 2021–22
- EFL Cup: 2021–22, 2023–24
- FA Community Shield: 2022
- UEFA Champions League: 2018–19[117]
- UEFA Super Cup: 2019[118]
- FIFA Club World Cup: 2019

### Quốc tế
- Á quân UEFA Nations League: 2018–19[119]

### Cá nhân
- Cầu thủ xuất sắc nhất năm của PFA: 2018-19[10]
- Đội hình PFA của năm: Ngoại hạng Anh 2018-19[120]
- Cầu thủ PFA của tháng: Tháng 11 năm 2018[121]
- Cầu thủ Ngoại hạng Anh xuất sắc nhất mùa giải: 2018-19[12]
- Cầu thủ Ngoại hạng Anh xuất sắc nhất tháng: Tháng 12 năm 2018[122]
- Giải thưởng Cầu thủ nam xuất sắc nhất năm của UEFA: 2018-19[8]
- Hậu vệ UEFA xuất sắc nhất mùa giải: 2018-19[123]
- Đội hình UEFA của năm: 2018[124]
- UEFA Champions League - Đội hình của năm: 2017-18,[125] 2018-19[126]
- Chung kết UEFA Nations League - Đội hình của giải: 2019[127]
- Cầu thủ bóng đá nam FIFA xuất sắc nhất: 2019 (hạng 2)[86]
- FIFA FIFPro World11: 2019[128]
- Hạng 5 Đội FIFA FIFPro World11: 2018[129]
- Giải thưởng Cầu thủ Liverpool xuất sắc nhất mùa giải do cổ động viên bình chọn: 2018-19[130]
- Giải Cầu thủ Liverpool xuất sắc nhất mùa giải: 2018-19[130]
- Cầu thủ Southampton xuất sắc nhất mùa giải: 2015-16[131]
- Đội tuyển PFA Scotand xuất sắc nhất năm: 2013-14,[27] 2014-15[41]
- Cầu thủ Celtic FC xuất sắc nhất năm: 2013-14[132]
- The Best FIFA Men's Players 2019: Second place[133]
- Quả bóng vàng 2019/Ballon d'Or: Second place[134]
- đội hình tiêu biểu ngoại hạng anh 2018-2019,2019-2020.